# David Carnegie
David Ludovic George Hopetoun Carnegie, 11è Earl de Northesk (Londres, 24 de setembre de 1901 – 7 de novembre de 1963) va ser un membre de la representació escocesa i especialista en tobogan.
Carnegie era fill de David Carnegie, 10è comte de Northesk i Elizabeth Boyle Hallowes. Va estudiar a la St. Aubyns Preparatory School de Rottingdean i a la Gresham's School de Holt. El 1928 va prendre part en els Jocs Olímpics de Sankt Moritz, on guanyà la medalla de bronze en la competició de tobogan.
Durant la Segona Guerra Mundial va servir al Cos d'Intel·ligència i es va desmobilitzar com a comandant en 1945. Posteriorment es va dedicar a treballar la seva finca de 200 acres a Binfield, Berkshire, i als seus deures parlamentaris. Va morir sense fills el novembre de 1963, i va ser succeït pel seu cosí John Carnegie, dotzè comte de Northesk.